# Miloš Zukanović
Miloš Zukanović (Kirin Serbia: Милош Зукановић; sinh ngày 8 tháng 2 năm 1996) là một cầu thủ bóng đá người Serbia thi đấu ở vị trí tiền đạo cho câu lạc bộ Metaloglobus București tại Liga II.

## Sự nghiệp
Zukanović đã trải qua kỳ tuyển mộ cầu thủ tại đội trẻ của Red Star Belgrade. Sau khi chấm dứt hợp đồng với câu lạc bộ, anh gia nhập NAC Breda, và có trận ra mắt chuyên nghiệp ở vòng 19 Eredivisie 2014–15, gặp Willem II vào ngày 25 tháng 1 năm 2015.
Tháng 8 năm 2015, anh ký hợp đồng với đội bóng Pháp Lens và chơi tại đội dự bị của câu lạc bộ.
Sau một năm tại Red Star, và một câu lạc bộ ở Pháp, anh trở lại Serbia và ký hợp đồng hai năm với Napredak Kruševac vào tháng 1 năm 2019.

## Đời tư
Zukanović có hộ chiếu Serbia và Croatia.

## Danh hiệu
Red Star
- Championnat National: 2017–18

Radnički Kragujevac
- Giải bóng đá hạng nhì quốc gia Serbia: 2020–21

Gorica
- Giải bóng đá hạng nhì quốc gia Slovenia: 2021–22